# Der berüchtigte Kleinhirn-Malstift
Der berüchtigte Kleinhirn-Malstift ist eine Episode der Zeichentrickserie Die Simpsons aus dem Jahr 2001, die als beste Zeichentricksendung des Jahres mit dem Emmy ausgezeichnet wurde. Die Folge mit dem Originaltitel HOMR (auch bekannt als HOMЯ) ist die neunte Episode der 12. Staffel und damit die insgesamt 257. Episode der Simpsons.

## Handlung
Auf einem Animationsfestival begeistert sich Homer für einen Anzug, der die Bewegungen seines Trägers auf eine Zeichentrickfigur überträgt. Um in das Unternehmen zu investieren, hebt er die gesamten Familien-Ersparnisse ab und kauft sich 500 Aktien. Als die Firma kurz darauf pleitegeht, stellen sich auch bei den Simpsons Geldprobleme ein. Homer sucht infolgedessen Möglichkeiten, Geld zu verdienen, und erfährt von Barney, dass medizinische Tests sehr lukrativ sind.
So stellt sich Homer einem Forscher-Team zur Verfügung, das an ihm neue Produkte ausprobiert. Die Dummheit ihres Probanden verwundert die Wissenschaftler, weshalb sie sich ein Röntgenbild von Homers Schädel genauer anschauen. Dabei stellt sich heraus, dass Homer sich als Kind einen Malstift so unglücklich in die Nase gedrückt hat, dass er noch immer in seinem Gehirn steckt.
Homer lässt sich den Stift entfernen und wandelt sich dadurch in einen adretten Intellektuellen. Dies bringt nicht nur ein besseres Verhältnis zu Lisa, sondern auch gesteigertes Pflichtbewusstsein mit sich. Als Sicherheitsinspektor erstellt er einen Bericht über den Zustand des Atomkraftwerks und schickt ihn an die Atomregulierungskommission. Die dringend notwendige Modernisierung der Anlagen löst schließlich eine Massenentlassung aus, durch die die öffentliche Meinung über Homer kippt.
Fortan wird er aus der Gesellschaft ausgegrenzt und verzweifelt zunehmend. Letztlich entscheidet er sich dazu, dass Moe ihm den Stift wieder einsetzen soll. Lisa, die stolz auf ihren intellektuellen Vater war, ist von diesem Schritt zuerst enttäuscht. Da sie aber kurz darauf einen Brief Homers findet, in dem er seinen Respekt vor ihren Leistungen ausdrückt, versöhnt sie sich schnell wieder mit ihm.

## Anspielungen
Der englischsprachige Episoden-Titel HOMR bzw. HOMЯ verweist auf den Film Charly, der auf Plakaten als CHAЯLY beworben wurde. Auch inhaltlich sind Parallelen zu finden. Denn im Film wird die Geschichte eines geistig Zurückgebliebenen erzählt, der durch ein wissenschaftliches Experiment mit anschließender Operation seinen IQ rapide steigert. Nach einiger Zeit verliert er diese Intelligenz aber wieder und fällt auf das Niveau eines Kleinkindes zurück. Auch die sozialen Schwierigkeiten der beiden Hauptpersonen ähneln sich. Nur der Ausgang der Geschichten ist unterschiedlich. Während Homer sich mit Lisa und seiner übrigen Familie versöhnt, verlässt Charlie sein gewohntes Umfeld aus Angst vor Mitleid.

## Rezeption

### Kritik
Die Folge Der berüchtigte Kleinhirn-Malstift wird von Fans der Serie häufig kontrovers diskutiert. Es wird vor allem kritisiert, dass Homers Dummheit in früheren Folgen stets als erblich veranlagt erklärt wurde, da ein bestimmtes Gen die Intelligenz der Männer in der Familie schon in der Kindheit reduziere. Diese Erklärung dürfe in dieser Episode nicht ignoriert werden. Auf der anderen Seite wird die Sendung vielmals als beste Folge der zwölften Staffel bezeichnet.

### Auszeichnungen
Bei der Primetime-Emmy-Verleihung 2001 setzte sich die Simpsons-Folge HOMR in der Kategorie Beste Zeichentricksendung (kürzer als eine Stunde) gegen die weiteren nominierten Episoden der Serien Futurama (Episode Amazonen machen Snu Snu), As Told by Ginger (Hello Stranger), King of the Hill (Chasing Bobby) und The Powerpuff Girls (Moral Decay & Meet the Beat Alls) durch.